# Sovetsk (óblast de Tula)
Sovetsk (en ruso: Сове́тск) es una ciudad del óblast de Tula, en Rusia, en el raión de Shchókino. Está situada a orillas del río Upa, en la cuenca del río Oká, a 29 km (43 km por carretera) de Tula. Su población era de 7.561 en 2009.

## Historia
A finales de la década de 1940 se originó un asentamiento de trabajadores en conexión con la central térmica de Shchókino. La localidad fue fundada oficialmente en 1950, como Sovetski. En 1954 se le otorgó el estatus de ciudad.

## Demografía
| 1959   | 1970   | 1979   | 1989   | 2002  | 2008  |
| ------ | ------ | ------ | ------ | ----- | ----- |
| 10 100 | 11 000 | 10 400 | 10 077 | 8 770 | 7 700 |

## Economía y transporte
En Sovetsk existe la central térmica de Shchókino (Shchókinskaya GRES) de la empres regional de energía TGK-4, con una potencia instalada de 400 MW.
Una de las empresas principales de Sovetsk es una fábrica de muebles: OAO Ogarevski DOZ (ОАО "Огаревский ДОЗ"). Por otro lado, en la ciudad, existen otras pequeñas fábricas dedicadas a las necesidades de la central, a materiales aislantes y al sector textil.
La estación de ferrocarril más cercana es Shitovo, a 10 km al oeste, de la línea Moscú-Tula-Kursk-Járkov. Hacia el norte de la ciudad existe una vía industrial (sólo mercancías) que une la localidad con Shchókino-Lipki-Kiréyevsk-Dedilovo (Uzlovaya.

## Personalidades
- Yekaterina Kalinchuk (1922-1987), gimnasta.